# Cockscomb Mountain
Cockscomb Mountain är ett berg i Kanada.   Det ligger i provinsen Alberta, i den centrala delen av landet, 3 000 km väster om huvudstaden Ottawa. Toppen på Cockscomb Mountain är 2 776 meter över havet.
Terrängen runt Cockscomb Mountain är bergig söderut, men norrut är den kuperad.Trakten runt Cockscomb Mountain är nära nog obefolkad, med mindre än två invånare per kvadratkilometer.. Närmaste större samhälle är Banff, 12,1 km sydost om Cockscomb Mountain.
I omgivningarna runt Cockscomb Mountain växer i huvudsak barrskog.